# 이노우에 키쿠코 (승마 선수)
이노우에 키쿠코(일본어: 井上 喜久子, 1924년 12월 3일 ~ 2018년 2월 16일)는 일본의 승마 선수이다.